# آنيا روبيك
أنيا روبيك (بالبولندية: Anja Rubik)‏ (وُلدت باسم آنا هيلينا روبيك في 12 يونيو 1983)، هي عارضة أزياء بولندية وناشطة اجتماعية وفاعلة خير ورائدة أعمال. تُعتبر واحدة من أبرز العارضات في القرنين العشرين والواحد والعشرين، حيث تظهر بانتظام على أغلفة المجلات وعلى منصات العرض والإعلانات لأشهر دور الأزياء. في عام 2009، أطلقت عليها مجلة "فوغ" الفرنسية لقب "أفضل عارضة أزياء"، ولا تزال تواصل ترك بصمتها في صناعة الأزياء.
أسست روبيك مؤسسة "SEXEDpl"، التي تهدف إلى تعزيز التعليم الجنسي الشامل في بولندا. بالإضافة إلى ذلك، تلعب دورًا كبيرًا في دعم قضايا حقوق المرأة ومجتمع المثليين في بولندا، حيث تشارك بنشاط كمتحدثة عامة وناشطة. تعيش وتعمل بين نيويورك وباريس ووارسو.

## نشأتها
وُلدت روبيك في مدينة جيشوف، بولندا. في عام 1983، انتقلت مع والديها، اللذين كانا يعملان كأطباء بيطريين، إلى اليونان، ومنها إلى مدينة وينيبيغ في مانيتوبا، كندا، قبل أن يستقروا في إِمْـتَاتَا، ترانسكي، جنوب أفريقيا. في عام 1994، عادوا إلى بولندا واستقروا في مدينة تشينستوخوفا، حيث أكملت روبيك دراستها.
في سن الثالثة عشر، شاركت في مسابقة "إيليت موديل لوك"، وانضمت بعدها إلى وكالة "D'ivision" للأزياء. وفي السابعة عشر من عمرها، انتقلت إلى باريس حيث تابعت تعليمها في مدرسة "إيكول بيلينغ" البريطانية، واستمرت في مسيرتها في عرض الأزياء. في عام 2003، انتقلت إلى نيويورك حيث تقيم وتعمل حتى اليوم، مقسمة وقتها بين الولايات المتحدة وباريس ووارسو، بينما لا تزال عائلتها تعيش في بولندا.

## وصلات خارجية
- آنيا روبيك على موقع IMDb (الإنجليزية)
- آنيا روبيك على موقع دليل عارضات الأزياء (الإنجليزية)
- Official website
- Anja Rubik on TheVogueList